# Бибиково (Урицкий район)
Бибиково — деревня в Урицком районе Орловской области России.
Входит в состав Подзаваловского сельского поселения.

## География
Расположена на берегу реки Орлик рядом с Подзавалово и Муратово. На другом берегу расположены деревни Красная Свобода и Сопово.
Имеется одна улица — Восточная.

## Население
| 2010 |
| ---- |
| 47   |